# GrandVision
Die GrandVision B.V. ist ein niederländischer Augenoptik-Einzelhändler. Das Unternehmen entstand am 1. Januar 2011 durch die Fusion der Pearle Europe B.V. und GrandVision S.A., mit Sitz am Flughafen Schiphol in Amsterdam. GrandVision gehört zur Investmentgesellschaft HAL Holding N.V., einer Tochter des börsennotierten HAL Trust, der mehrheitlich in Besitz der Familie Van der Vorm ist. Die Bezeichnung HAL bezieht sich auf die Reederei Holland-America Line, die bis zum Verkauf an Carnival Cruise Lines Ende der 1980er Jahre langjährig von Nico van der Vorm geleitet worden war.

## Geschichte

### GrandVision S.A.
1989 eröffnete in Frankreich die erste Filiale, des später in Grand Optical Photoservice S.A. umbenannten Unternehmens, unter dem Namen Grad Optical. In den folgenden Jahren expandierte das Unternehmen innerhalb Frankreichs, sowie im Ausland. 1994 ging die Grand Optical Photoservice S.A. an die Pariser Börse. Durch die im Jahr 1997 erfolgte Übernahme der britischen Vision Express Ltd., entstand die GrandVision S.A. mit Sitz in Paris.

### Pearle Europe B.V.
1961 gründete der Augenarzt Stanley Pearle die Pearle Vision Inc. in Savannah, USA. Durch die Übernahme der Brilmij-Gruppe im Jahr 1979, war das Unternehmen auch in Europa aktiv. Seit 1990 firmen die niederländischen Filialen unter dem Namen Pearle Opticiens.
Im Jahr 1996 erwarb die HAL Holding N.V. das Europageschäft der amerikanischen Pearle Vision Inc., mit Sitz in den Niederlanden. Nach der erfolgten Übernahme begann die Pearle Europe B.V. einen Expansionskurs in weitere Länder. Hierzu gehörte auch die 1997 erfolgte Übernahme der österreichischen Revue Optik, welche später in Pearle Optik umbenannt wurde. 1998 wurde Apollo-Optik in Deutschland übernommen.

### Fusion zur GrandVision B.V.
Am 6. Juli 2010 gaben GrandVision und Pearle Europe ihre Fusion zur GrandVision B.V. bekannt. Durch die Fusion entstand eine Optiker-Kette mit heute 6.110 Filialen in 44 Ländern und einem Umsatz von 3,2 Milliarden Euro (2015) Die Fusion wurde zum 1. Januar 2011 vollzogen. Mehrheitseigentümer bleibt die HAL Holding N.V. mit 99 Prozent der Anteile, welche vorher bereits an beiden Unternehmen die Mehrheit gehalten hat.
Am 12. Januar 2015 kündigte GrandVision den für Februar geplanten Börsengang an. Die Zeichnungsfrist der Aktie begann am 26. Januar 2015 und endete am 5. Februar 2015, mit einem Durchschnittskurs von 20 Euro je Aktie. Seit dem 6. Februar 2015 notiert die GrandVision N.V. an der Euronext in Amsterdam. Insgesamt wurde ein Aktienpaket in Höhe von 20 Prozent an diesem Tag ausgegeben.

## Übernahme durch EssilorLuxottica
Im Juli 2019 verlautbarte der EssilorLuxottica-Konzern an einer Übernahme von GrandVision interessiert zu sein. Mit der HAL Holding als Hauptaktionär GrandVisions habe man hierzu schon eine Einigung erzielen können. Nachdem die kartellrechtlichen Genehmigungen vorlagen, übernahm EssilorLuxottica 76,72 % zum 1. Juli 2021 der Aktien von GrandVision. Bis zum 20. Dezember 2021 konnte der Anteil auf 99,84 % erhöht werden. Der letzte Handelstag der GrandVision-Aktie war der 7. Januar 2022.

## Trivia
Das ehemalige Mutterunternehmen der Pearle Europe B.V., die Pearle Vision Inc., ist mittlerweile ein Tochterunternehmen der Luxottica Group.